# Weavers syndrom
Weaver's syndrom är ett syndrom som huvudsakligen motsvarar en snabb tillväxt. Kännetecken på en person med Weaver's är att naglarna sitter djupt, markeringen mellan näsa och mun är längre och ögonen sitter längre isär. 
Weaver's syndrom är ett mycket ovanligt syndrom som endast ett 100-tal personer i världen har.
En person som har drabbats av denna sjukdom tvingas vanligtvis leva resten av livet med en varierande grad av intellektuell funktionsnedsättning (vanligtvis mild) och de karakteristiska ansiktsegenskaper som beskrivits. I vissa fall har den drabbade även ett ovanligt stort huvud (makrocefali). Vissa av de personer som har Weavers syndrom har även så kallade kontrakturer vilka begränsar rörligheten i lederna. Denna deformitet kan särskilt påverka fingrar och tår. Andra särdrag hos denna sjukdom innefattar en abnorm krökning av ryggraden, ökad eller minskad muskeltonus, lös och hängande hud, samt en mjuk utbuktning kring naveln (navelbråck). Vissa individer med denna sjukdom har även avvikelser i hjärnans veck, vilka kan ses med hjälp av medicinsk bildutrustning. Det är ännu oklart huruvida dessa avvikelser avseende hjärnveck och den intellektuella funktionsnedsättning som associeras med Weavers syndrom har en koppling.